# Carlos Espinosa
Carlos Felipe Ignacio Espinosa Contreras (* 22. November 1982 in Santiago de Chile) ist ein ehemaliger chilenischer Fußballspieler. Der Mittelfeldspieler wurde drei Mal chilenischer Meister.

## Karriere
Carlos Espinosa debütierte 2004 im Profifußball beim CD Cobreloa. Mit dem Klub aus der Wüste gewann der Mittelfeldspieler die Meisterschaft der Clausura 2004, allerdings kam er nicht über einen einzigen Einsatz hinaus. 2005 wechselte er zum CD Palestino und 2006 zum Verein aus der Primera B Curicó Unido. Bis 2013 spielte er nur 2009 und 2010 bei den Rangers de Talca für denselben Klub, sonst blieb er nie länger als ein Jahr. Im Ausland trug er die Trikots des schwedischen Örgryte IS und des bulgarischen FC Ljubimez 2007.
2014 wechselte Espinosa zum CD Huachipato und wurde auf Wunsch des Trainers Mario Salas von CD Universidad Católica verpflichtet. Als wichtiger Bestandteil der Mannschaft holte der Mittelfeldspieler in der Clausura 2015/16 und der Apertura 2016/17 noch zwei Meistertitel mit den Cruzados. Über die Zeit verlor Espinosa aber an Bedeutung im Spiel des Universitätsklubs und wechselte zu Curicó Unido, wo er 2006 bereits in 30 Spielen elf Tore geschossen hatte.  Bis zu seinem Karriereende 2023 spielte er noch für Deportes Iquique, Deportes Santa Cruz und die Rangers de Talca. Bei den Rangers wurde er im Juli 2023 kurz vor Schließung des Wintertransferfensters entlassen.  Daraufhin beendete der dreifache Meister seine Karriere.

## Erfolge
Cobreloa
- Chilenischer Meister: 2004-C

Universidad Católica
- Chilenischer Meister: 2015/16-C, 2016/17-A
- Chilenischer Supercup-Sieger: 2016